# Без права на помилку (Джек Річер)
«Без права на помилку» (англ. Without Fail) — детективний роман англійського письменника Лі Чайлда, виданий у 2002 році. Роман є шостим у циклі творів про колишнього військового поліцейського Джека Річера. В романі Джек Річер на прохання агента секретної служби, яка була дівчиною його брата, розробляє різні варіанти можливості вбити майбутнього віце-президента США, для протидії цьому.

## Сюжет
Джек Річер приїжджає в Атлантік-Сіті зловивши попутку з парою стареньких блюзових музикантів, які мріють грати у клубі Бі Бі Кінга у Нью-Йорку. До нього звертається агент секретної служби Фроеліх, яка зустрічалась з братом Річера Джо (див. Поверх смерті) та від нього взнала про Джека, та просить провести «аудит безпеки» захисту секретної служби майбутнього віце-президента Брука Армстронга (події відбуваються після виборів, але до інавгурації), сенатора з Північної Дакоти, якому надсилають листи з погрозами.
Річер залучає до справи колишнього сержанта морської поліції Френсіс Ніглі, яка працює консультантом з безпеки в Чикаго. Разом вони розробляють три планіи вбивства, один з яких демонструють агентам секретної служби.
Фроеліх та її керівник Стюйсасант наймають Річера та Ніглі, щоб встановити загрозу. Між Річером та Фроеліх зав'язуються стосунки, оскільки він нагадує свого брата.
Можливі вбивці вбивають двох чоловіків, одного в Колорадо і одного в Міннесоті, які нагадують віце-президента, а також мають ім'я «Б. Армстронг», як попередження. Вбивця з'являється на події в Бісмарку, але Річер вривається на церковну вежу, де вони ховалися, проте не встигає їх знайти. У День подяки Армстронг планує подавати їжу на обідньому фуршеті в притулку для бездомних. Річер і Ніглі стверджують, що Армстронга слід попередити, а подію слід скасувати. Стюйвесант погоджується залучити ФБР для допомоги, яке у свою чергу надсилають спеціального агента Беннона, який приходить до висновку, що зброя, яка використовувалась в Колорадо та Міннесоті, причетна до вбивства агента секретної служби.
Фроеліх переносить обід на вулицю, де секретна служба може краще контролювати тих, хто наближається до Армстронга. Під час обіду агенти оглядають бездомних людей, коли вони вишикуються, щоб отримати їжу від Армстронга, а снайпери розташовуються на єдиному даху, з якого є можливість поцілити в Армстронга. Вбивця вбиває снайпера секретної служби на ім'я Кросетті і двічі стріляє в Армстронга. Фроеліх прикриває віце-президента, проте її смертельно ранять та вона помирає на руках Річера зі словами «Я тебе люблю, Джо», на що Річер відповідає «Я теж тебе люблю».
Розслідування ускладнюється тим, що працівники секретної служби турбуються за свою кар'єру, тому не хочуть ризикувати, а ФБР вважає це внутрішньою загрозою.
Попри рекомендацій Стюйвенсанта і Беннона, Армстронг погоджується на пропозицію Річера публічно оголосити, що він буде відвідувати похорон Фроеліха в її рідному місті Грейс, штат Вайомінг. Річер задумав це, щоб виманити вбивць на відкрите місце. Армстронг наполягає на тому, щоб деталі щодо його захисту були відомі лише трьом людям з поваги до сім'ї Фроеліх. Річер пам'ятає, як бачив стрільця із значком правоохоронця в День подяки, і робить висновок, що вбивці — це поліцейські та у них особиста ворожнеча з Армстронгом. Віце-президент зізнається, що, будучи підлітком у Орегоні, він був поруч, коли його батько жорстоко бив двох місцевих хуліганів бейсбольною битою. Армстронг зізнається, що отримав розбиту бейсбольну биту поштою від убивць, чого секретна служба раніше не знала.
Річер і Ніглі летять до Денвера і їдуть до Грейс, приїжджаючи за день до похорону. Вистеживши вбивць, Річер вбиває обох вбивць, які були копами з Айдахо та яких побив батько Армстронга.
Річер летить до Нью-Йорка і зупиняється в клубі Бі Бі Кінга, щоб побачити, чи музиканти приїхали туди з Атлантік-Сіті, проте вони там не з'являлись.
Не знайшовши жодних корисних вторинних джерел для роботи, Чайлд вирішив, що найкращим способом створити правдоподібний сюжет для свого роману — точно зобразити інституційну пам'ять секретної служби. Те, що переслідує Секретну службу, — це вбивство Джона Фіцджеральда Кенеді, і практично все, що вони роблять, — це для того, щоб переконатися, що нічого подібного більше не повториться. З цією метою він сфабрикував деталі того, як вони можуть захистити когось із залученням сторонньої допомоги.

## Основні персонажі
- Джек Річер — протагоніст, колишній військовий поліцейський, який наразі мандрує країною;
- М. Е. Фроеліх — агент секретної служби США, коханка Джо Річера — брата протагоніста;
- Френсіс Ніглі — колишній сержант морської поліції, член колишнього 110 армійського спецпідрозділу морської поліції, консультант з питань безпеки;
- Стюйвесант — один з керівників секретної служби. На його столі в офісі секретної служби у Вашингтоні з'явився лист з погрозами до Армстронга. Ніхто не має уявлення, як цей лист потрапив на стіл, хоча в офісній будівлі є двадцять камер, що цілодобово фіксують все, що відбувається. Проте нікого не зафіксували і ніхто не бачив нічого незвичайного. Єдиним підписом на листі був невпізнаний ідеальний відбиток пальця;[6]
- Беннон — спеціальний агент ФБР (займається розслідуванням загроз);

## Номінації на нагороди та відгуки
Номінація на премію Ділліса в 2003 році.
Номінація на премію Баррі на премію 2003 року, кращий роман.
Книга отримала схвальні відгуки від Гардіан, Нью-Йорк таймс Book Review, Дейлі телеграф.